# M. M. Nabiev
M. M. Nabiev (en ruso: M. M. Набиев; 1926) es un botánico ruso.

## Algunas publicaciones
- m.m. Nabiev. 1990. Sabzavot, rezavor mevalar ziravorlar khosii︠a︡ti. Ed. Mehnat, 159 pp. ISBN 5824404178, ISBN 9785824404173

- a.a. Abdurakhmanov, m.m. Nabiev. 1986. Redkie dekorativnȳe rasteziya prirodnoĭ florȳ alya ozeleneniya. Ed. Izd-vo Fan. 31 pp.

## Honores

### Epónimos
Especies
- (Brassicaceae) Erysimum nabievii Adylov[4]

- (Liliaceae) Gagea nabievii Levichev[5]

- (Plumbaginaceae) Acantholimon nabievii Lincz.[6]

- La abreviatura «Nabiev» se emplea para indicar a M. M. Nabiev como autoridad en la descripción y clasificación científica de los vegetales.[7]